# Bangor (Michigan)
Bangor è un comune degli Stati Uniti d'America, situato nello Stato del Michigan, nella contea di Van Buren.